# Stictotarsus maghrebinus
Stictotarsus maghrebinus är en skalbaggsart som beskrevs av Paolo Mazzoldi och Toledo 1998. Stictotarsus maghrebinus ingår i släktet Stictotarsus och familjen dykare. Inga underarter finns listade i Catalogue of Life.